# Portage salarial (France)
Pour les articles homonymes, voir Portage salarial (homonymie).
En droit français, le portage salarial est une forme d'emploi impliquant une relation tripartite entre un travailleur salarié, un client et une entreprise de portage salarial. Elle est à mi-chemin entre entrepreneur et salarié, ce qui permet de développer une activité professionnelle indépendante, tout en conservant la couverture sociale d’un salarié classique. Son taux de croissance est élevé en France, estimé entre 10 % et 20 % par an depuis au moins 2006. Ce dispositif dispose en France d'un encadrement légal et d'une convention collective, conférant au portage salarial le statut de branche professionnelle.

## Principe et intérêts du dispositif
Dans le système du portage, l'indépendant choisit de passer par un intermédiaire pour réaliser une prestation professionnelle auprès d'un client. Il sollicite alors une entreprise de portage salarial, avec laquelle il signe un contrat de travail. De son côté, la société de portage signe un contrat de prestation en portage salarial avec le client, permettant ainsi à chacune des trois parties d'être liée par un contrat et à la prestation d'être réalisée. C'est pour cela que la relation est dite « tripartite », car impliquant trois acteurs distincts. Le portage salarial est souvent perçu ou présenté comme une alternative au travail indépendant traditionnel et à la création d'entreprise, mais aussi comme une passerelle et un tremplin entre les mondes du salariat et du non-salariat, notamment dans le cadre de reconversions professionnelles.
Lorsque l'activité a été réalisée, l'entreprise de portage salarial facture la prestation au client, collecte le chiffre d'affaires du salarié porté et le transforme en rémunération qu'elle reverse enfin au salarié porté, en produisant un bulletin de salaire. Des frais de gestion sont déduits du chiffre d'affaires, en fonction des services apportés par chaque société.
Le salarié porté bénéficie du régime de sécurité sociale de tous les salariés. Ainsi, il est rattaché au régime général de la sécurité sociale d’assurance maladie de son lieu de résidence. Il peut également bénéficier de la protection afférente en cas d’arrêt maladie, de congé maternité ou de congé paternité. Le salarié porté est soumis aux cotisations salariales, ce qui lui permet de jouir des droits à la retraite comme tout salarié. Il peut également bénéficier en cas d’accident du travail des mêmes droits que ceux des salariés classiques.
De plus, il lui permet de se délester de ses tâches administratives, qui sont prises en charge par l'entreprise de portage salarial. Enfin, au travers de la société qui le porte, le salarié porté peut, le cas échéant, bénéficier des assurances et du cadre juridique nécessaire à la réalisation de son activité professionnelle lorsque celle-ci le nécessite.

## Historique en France
Le portage salarial est resté longtemps confidentiel avant de connaître une croissance importante dans les années 2000 et une entrée dans le Code du travail en juin 2008.
En effet, ce dispositif a été introduit dans le Code du travail par la loi n°2008-596 du 25 juin 2008 portant sur la modernisation du marché du travail. Ses conditions d’exercice ont ensuite été révisées par l’ordonnance n°2015-380 du 2 avril 2015. Il est défini aux articles L1254-1 et suivants du Code du travail. D'après les textes de loi, le portage salarial désigne l'ensemble organisé constitué par : 
- d'une part, la relation entre une entreprise dénommée "entreprise de portage salarial" effectuant une prestation et une entreprise cliente bénéficiant de cette prestation, qui donne lieu à la conclusion d'un contrat commercial de prestation de portage salarial ;

- d'autre part, le contrat de travail conclu entre l'entreprise de portage salarial et un salarié désigné comme étant le "salarié porté", lequel est rémunéré par cette entreprise[6].

Depuis le 22 mars 2017, le portage est une branche professionnelle à part entière, disposant désormais de sa propre convention collective, étendue à toutes les entreprises du portage salarial par l’arrêté du 28 avril 2017. Cette convention collective vient notamment encadrer les relations entre le salarié porté et la société de portage salarial en ce qui concerne les conditions d’embauche (contrat de travail, période d’essai, durée et lieu de travail, congés…), les obligations des parties, le droit à la formation ainsi que la rémunération.

## Chiffres en France
Peu de données publiques sur le marché du portage salarial en France sont disponibles. Cependant, des acteurs du secteur, tels que le syndicat des Professionnels de l’emploi en portage salarial (PEPS) et la Fédération des entreprises de portage salarial (FEPS) mènent régulièrement des études sur le sujet. Ils s’accordent notamment pour dire que le marché a dépassé le milliard d’euros de chiffre d’affaires entre 2017 et 2018.
Pour la Fédération des entreprises de portage salarial (FEPS), dans une étude révélée par le journal Le Figaro, le portage salarial concernait en 2018 près de 86 000 salariés portés, pour un chiffre d'affaires de 1,3 milliard d'euros,.

## Spécificités pour les salariés portés
Le portage salarial, en offrant la protection du salariat à des travailleurs autonomes, présente des spécificités propres qui le distinguent des autres formes d'emploi.
La loi précise notamment que le salarié porté justifie d’une expertise, d’une qualification et d’une autonomie qui lui permettent de rechercher lui-même ses clients et de convenir avec eux des conditions d'exécution de sa prestation et de son prix.

### Rémunération minimale
La rémunération du salarié porté fait l'objet d'un plancher négocié par les partenaires sociaux de la branche. Il est actuellement fixé à 70%, 75% ou 85% (suivant le statut de junior, sénior ou forfait jour) de la valeur mensuelle du plafond de la sécurité sociale 2017 pour un équivalent temps plein.

### Autonomie
Une autre des particularités du portage salarial, inscrite dans la loi et dans la convention collective, précise que l'entreprise de portage ne doit pas fournir du travail au salarié porté. Cette notion est spécifique au portage salarial, sa réglementation inédite dans le monde du salariat. Le salarié est ainsi considéré comme autonome et doit rechercher, prospecter et trouver lui-même ses clients. Ainsi, le critère d'autonomie est un prérequis pour avoir accès au portage salarial.

### Qualification
Au titre de la qualification, le salarié porté doit au minimum avoir une qualification professionnelle de niveau 5 (Bac +2). À défaut, le salarié porté doit justifier d’une expérience d’au moins 3 ans dans le même secteur d’activité.

### Classification
La convention collective prévoit la classification professionnelle des salariés portés. Il y est ainsi prévu que : 
- le salarié porté junior est celui ayant moins de 3 ans d’ancienneté dans l’activité de portage salarial. Il relève de la classification des techniciens, des agents de maîtrise ou assimilé, ou des cadres d’entreprise ;
- le  salarié porté senior est celui ayant 3 ans ou plus d’ancienneté dans l’activité de portage salarial. Il relève de la classification des cadres d’entreprise ;
- le salarié porté au forfait jour relève quant à lui de la classification cadre, quelle que soit son ancienneté dans l'activité en portage salarial.

### Ancienneté
Pour calculer l’ancienneté du salarié porté, il faut totaliser toutes les périodes pendant lesquelles le salarié a effectué des prestations dans le cadre de son contrat de travail conclu avec l’entreprise de portage.

### Compte rendu d'activité
Le salarié porté doit à travers un compte-rendu d’activité, permettre à l’entreprise de portage d’assurer le suivi de ses missions.

### Spécificités des contrats de portage salarial
Les contrats de travail conclus entre les salariés portés et l’entreprise de portage comportent des spécificités qui les différencient des contrats de travail de droit commun.
Le contrat de portage salarial peut être à durée déterminée (CDD) « pour la réalisation d’une prestation dans une entreprise cliente ». Le cas échéant, sa durée ne peut en principe dépasser 18 mois, les éventuels renouvellement étant inclus dans cette durée maximum. Le contrat de portage salarial à durée déterminée doit en outre comporter un certain nombre de mentions obligatoires « relatives à la relation entre l’entreprise de portage et le salarié porté » et « à la réalisation de la prestation de service ». Il s’agit par exemple : « du descriptif des compétences, des qualifications et des domaines d’expertise du salarié porté » ou encore de « l’identité et de l’adresse de l’entreprise cliente ».
Le contrat de portage salarial peut aussi être conclu à durée indéterminée (CDI), et contient lui aussi des mentions obligatoires pour partie similaires à celles du CDD ce qui suppose qu’il doit être écrit (par dérogation au droit commun qui permet que le contrat de travail à durée indéterminée soit conclu de manière orale, sans formalisme). Enfin, le salarié porté en CDI n’est pas rémunéré lorsqu’il ne fournit pas de prestation à une entreprise cliente.
De manière générale, la rupture du contrat de portage salarial diffère aussi de celle du droit commun du licenciement. Si « la seule rupture du contrat commercial de prestation de portage salarial n’entraîne pas la rupture du contrat de travail du salarié », l’absence de nouvelle prestation après un mois de prospection peut permettre à l’entreprise de portage d’initier une procédure de licenciement dans la mesure où le salarié est alors réputé ne plus satisfaire à la condition d’autonomie inhérente à un salarié porté.

## Spécificités pour les entreprises
L'activité des entreprises de portage salarial est encadrée par la loi et la convention collective en vigueur. De ce fait, ces dernières doivent respecter certaines obligations spécifiques afin d'exercer leur activité.

### Exclusivité de l'activité de portage
La loi précise que l'entreprise de portage salarial exerce à titre exclusif l'activité de portage salarial et qu'en parallèle, seule une entreprise de portage salarial peut conclure des contrats de travail en portage salarial.

### Déclaration d'activité et garantie financière
Pour pouvoir exercer, une entreprise de portage salarial doit effectuer au préalable une déclaration d’activité auprès de la Direction régionale des entreprises de la Concurrence, de la Consommation, du Travail et de l'Emploi (Direccte) et exercer son activité de manière exclusive. Elle doit également souscrire une garantie financière, dont l’identité du garant financier figurera dans le contrat de prestation de portage salarial, garantissant le paiement du salarié porté et le versement des cotisations sociales en cas de défaillance de l'entreprise de portage salarial. Cette garantie financière auprès d'une mutuelle, un organisme de garantie collective, une compagnie d'assurances, une banque ou un établissement financier habilité à donner caution. Elle est calculée en pourcentage de la masse salariale annuelle de l'entreprise.

### Cadre de réalisation des prestations en portage salarial
Dans la loi actuelle, il est précisé que l'entreprise cliente ne peut avoir recours à un salarié porté que pour l'exécution d'une tâche occasionnelle ne relevant pas de son activité normale et permanente ou pour une prestation ponctuelle nécessitant une expertise dont elle ne dispose pas. Ce cas de recours, établi à l’équilibre de ceux des autres dispositifs d’emploi (notamment le travail temporaire), limite aujourd’hui le plein développement que pourrait être celui du portage salarial en France. De plus, la durée d'une même prestation en portage salarial ne doit excéder 36 mois.
La loi autorise l'entreprise cliente à demander à la société de portage de lui fournir une attestation des organismes de sécurité sociale précisant sa situation au regard du recouvrement des prélèvements dus à ces organismes.
Quand le cadre légal et conventionnel du cas de recours est respecté, le portage salarial est protégé de tout risque de re-qualification des contrats, de délit de marchandage et de prêt de main d’œuvre illicite, selon l'article L1254-6 du Code du Travail.

### Médecine du travail
L’entreprise de portage a à sa charge les obligations relatives à la médecine du travail. Ainsi, l’entreprise est notamment responsable des visites d’informations et de préventions ainsi que des visites périodiques des salariés.

### Compte d'activité
L’entreprise de portage doit mettre en place et gérer pour chaque salarié porté un compte d’activité. L’entreprise doit, mensuellement, informer le salarié porté des éléments imputés sur le compte. Ces éléments sont notamment : 
- les versements effectués par l'entreprise cliente à l'entreprise de portage pour la réalisation de sa prestation ;
- le détail des frais de gestion, les frais professionnels ;
- les prélèvements sociaux et fiscaux, la rémunération nette et le montant de l'indemnité d'apport d’affaires[25].

### Formation professionnelle
Il incombe à l’entreprise de portage, conformément à la loi et à la convention collective d’assurer au salarié porté le développement de ses prestations. Les compétences et les qualifications des salariés doivent être en adéquation avec leurs besoins au regard du développement de leurs activités auprès d’entreprises clientes. Les entreprises de portage et les salariés portés accèdent aux dispositifs de formation prévus pour les salariés classiques. L’entreprise de portage peut donc proposer des actions de formation professionnelle au salarié porté, à travers notamment, les dispositifs de validation des acquis de l’expérience et du bilan de compétences.

### Calcul des effectifs de salariés dans une entreprise de portage
Pour calculer ses effectifs, l’entreprise de portage tient compte de ses salariés portés qui ont effectué des prestations de portage salarial dans le cadre de contrats de travail conclus avec cette entreprise pendant une durée d’au moins trois mois au cours de la dernière année civile. Il est également tenu compte dans le calcul des effectifs, des salariés permanents fonctionnels de l’entreprise conformément au droit commun.

## Spécificités pour les clients
Certains contrats de portage salarial relatifs à certaines activités déterminées sont interdits. Ainsi, les clients ne peuvent contracter avec une entreprise de portage et recourir à la prestation d’un salarié porté pour tout type d’activité, des restrictions existent. Les services à la personne sont en particulier exclus du portage salarial et plus précisément : « la garde d’enfant, l’assistance aux personnes âgées, aux personnes handicapées et les services aux personnes à leur domicile relatifs aux tâches ménagères ou familiales ».
Plus généralement, les entreprises clientes ne peuvent recourir au portage salarial « que pour l’exécution d’une tâche occasionnelle ne relevant pas de son activité normale et permanente ou pour une prestation ponctuelle nécessitant une expertise dont elle ne dispose pas ». Un salarié porté ne peut non plus être au service d’une entreprise cliente pour remplacer un salarié gréviste ou pour effectuer certains travaux dangereux. Enfin, une prestation déterminée d’un salarié porté ne peut excéder 36 mois,.
Le contrat éventuellement conclu entre l’entreprise de portage et le client s’appelle le contrat commercial de prestation de portage salarial. Il reprend alors « les éléments essentiels de la négociation de la prestation entre le salarié porté et l’entreprise cliente » et comporte des mentions obligatoires telles que « le prix de la prestation » ou encore « le descriptif de la prestation ».

## Sanctions pénales
Le non-respect des règles précitées, tant par les entreprises clientes (notamment les restrictions au recours au portage salarial) que par les entreprises de portage (notamment les règles liées à la forme des contrats de portage) est puni de 3 750 euros d’amende.

## Secteurs d'activité
Par la diversité des profils de ses salariés et de ses clients, entreprises, collectivités, associations et particuliers, le portage salarial couvre l’ensemble des grands secteurs économiques français.
Traditionnellement, les métiers du conseil, de l’ingénierie, de la formation sont concernés par le portage salarial. Mais le secteur s’ouvre progressivement et, selon la FEPS (étude sur les pratiques de ses adhérents), il se décline désormais dans les services aux entreprises, le BTP et l’artisanat, les services aux particuliers, l’industrie, l’enseignement/formation, le commerce/immobilier et l’environnement/transport.      

## Organisations patronales
Il existe plusieurs organisations patronales du portage salarial, dont voici l'historique :
- le Syndicat national des entreprises de portage salarial (SNEPS) est créé en janvier 1998 ;
- en janvier 2004, une seconde organisation, la Fédération nationale du portage salarial (FéNPS) est créée ;
- le 13 novembre 2012, la FéNPS et le SNEPS fusionnent et donnent naissance au Syndicat des professionnels de l'emploi en portage salarial (PEPS) ;
- en décembre 2015 est créée la Fédération des entreprises de portage salarial (FEPS), à l'initiative de Guillaume Cairou.

Un arrêté du 6 octobre 2021 est venu fixer la liste des organisations professionnelles d'employeurs reconnues représentatives dans la convention collective nationale de branche des salariés en portage salarial :
- Syndicat des professionnels de l'emploi en portage salarial (PEPS) ;
- Fédération des entreprises de portage salarial (FEPS).

## Différences entre le portage salarial et d'autres statuts

### Différences entre le portage salarial, l'intérim et le prêt de main d'œuvre.
Tout d’abord, le portage salarial, l'intérim et le prêt de main d'œuvre, visant à permettre à une entreprise de recourir à des travailleurs sans avoir à les embaucher, doivent être différenciés selon leurs modalités de recours.
En effet, le portage salarial vise l’exécution d’une mission précise tandis que l’intérim consiste en l’accomplissement d’une tâche précise et temporaire, le prêt de main d'œuvre visant quant à lui à pallier les difficultés de recrutement ou à éviter le chômage partiel.  
De plus, la nature du contrat conclu est différente selon le dispositif en question. Effectivement, le portage salarial emporte la signature d’un contrat de travail avec le salarié porté et d’un contrat de prestation de services entre l’entreprise du portage salarial et l’entreprise cliente, l’intérim quant à elle vise à la conclusion d’un contrat de mission avec l’intérimaire et d’un contrat de mise à disposition de personnes entre l’entreprise de travail temporaire et l’entreprise cliente tandis que le prêt de main d’oeuvre repose sur l’existence d’un contrat de travail avec le salarié prêté et d’un contrat de mise à disposition entre l’entreprise prêteuse et celle emprunteuse.
Ensuite, le salarié porté dispose d’une certaine autonomie lors de la réalisation de sa mission alors que l’intérimaire ou le salarié porté sont placés sous un lien de subordination avec l’entreprise cliente.
Puis, quant aux missions en elles-mêmes, celles-ci ont librement recherchées par les salariés portés, qui disposent d’ailleurs de leur propre clientèle, alors que les intérimaires se voient proposer des missions par l’entreprise de placement avec un nombre de refus limité et que les salariés prêtés n’ont guère le choix de la tâche à effectuer.
Par ailleurs, en matière de rémunération, les salariés portés sont en mesure de négocier leur salaire tandis qu’en intérim les salaires sont calqués sur des grilles de rémunération déjà établies au sein de l’entreprise cliente. En prêt de main d'œuvre, le salarié conserve un salaire identique à celui versé avant la période de prêt.
Enfin, le profil des salariés varie grandement selon le dispositif dont il est question, en effet les salariés portés sont le plus souvent expérimentés et qualifiés alors que les intérimaires sont, quant à eux, très peu formés et par conséquent en difficultés lors des périodes d’inactivité.

### Différences entre le portage salarial et d'autres statuts indépendants
Le portage salarial est l’une des options s’offrant à un professionnel indépendant qui souhaite exercer une activité de manière autonome tout en bénéficiant d’un cadre social et administratif de type salarié. Contrairement à des formes plus classiques comme la micro‑entreprise, la SASU ou encore l'EURL, le portage salarial implique une relation tripartite entre le professionnel, une société de portage et le client final. Cette configuration entraîne plusieurs différences :
- Le professionnel relève du régime général de la Sécurité sociale et peut bénéficier de l’assurance chômage, alors que la plupart des autres statuts indépendants relèvent du régime des travailleurs non-salariés;
- Le professionnel reçoit un bulletin de salaire, identique à celui d’un salarié classique, et bénéficie ainsi des droits et avantages liés au salariat (protection sociale, retraite, congés, etc.);
- Les démarches administratives, la facturation et la comptabilité sont assurées par la société de portage, tandis qu’un indépendant hors portage doit en assumer la charge;
- Une partie du chiffre d’affaires est prélevée par la société de portage au titre des frais de gestion (ce coût est à mettre en perspective avec les dépenses qu’un indépendant dit "classique" supporte pour assurer lui-même la gestion administrative, comptable et sociale de son activité).

## Controverse
En janvier 2018, trois articles de presse affirment que certaines sociétés de portage salarial font l'objet d'une enquête préliminaire, à la suite d'une plainte déposée par une entreprise de portage salarial contre ses concurrents, pour des prélèvements estimés douteux sur les fiches de paie qui auraient favorisé une concurrence déloyale,,. En novembre 2018, de nouveaux articles de presse sont publiés sur ces accusations de dérives,. Interrogé par France Culture, Patrick Lévy-Waitz, vice-président du PEPS répond à la polémique : « il faut une information claire des salariés portés. Le PEPS a toujours recommandé un devoir d’information. Les règles établies par une société de portage doivent faire l’objet d’un accord des syndicats. Rien n’a été fait dans ma société ITG, sans l’accord des partenaires sociaux. »

## Rapport Frouin
Le rapport Frouin présenté au Gouvernement le 1er décembre 2020 émet des hypothèses et pose un regard critique sur l’articulation entre portage salarial et le régime des travailleurs indépendants des plateformes.
Ainsi, initialement pensé pour les cadres, dont l'activité est caractérisée par un certain degré d’autonomie, un chiffre d’affaires élevé, un niveau d’expertise dans leur domaine de compétence et une qualification élevée, le portage salarial n’est a priori pas adapté à certaines nouvelles formes d’emploi telles que l’activité sur les plateformes, qui ne répondent pas aux exigences d’expertise et de qualification professionnelle. L’accès des travailleurs de plateformes au portage salarial nécessiterait d’assouplir et élargir les conditions de recours au portage salarial. Actuellement cet accès est limité à certains travailleurs qualifiés, aptes à réaliser la prestation en question, et exclut certaines activités telles que les services à la personne. Les conditions de niveau de rémunération devraient être révisées (rémunération minimale et indemnité d’apport d'affaires). Toutefois, il ne faudrait pas créer de concurrence à l’intérim ou à l’emploi internalisé, notamment en CDD. Par ailleurs, les modifications des conditions de recours au portage doivent éviter de donner lieu à des abus manifestes relevant du travail illégal (fausse externalisation, travail dissimulé, marchandage). Néanmoins, le portage salarial permettrait aux travailleurs des plateformes de bénéficier des garanties sociales et avantages reconnus aux salariés sans perdre en flexibilité et en autonomie dans l’organisation de leur travail, caractérisé par l’absence de lien de subordination. Toutefois, le travailleur indépendant « porté » supporte seul le risque économique de l’activité, son salaire dépendant du chiffre d'affaires qu’il apporte à la structure de portage, déduction faite des charges professionnelles et de la rétribution due à la société de portage. De plus, le portage salarial entraîne une baisse de revenu net au profit des garanties salariales. Ainsi, en contrepartie, l’accès au temps partiel permis grâce au bénéfice du régime salarié, rend par exemple, plus désirable cette mesure de progrès social. De plus, afin de réduire la perte de revenu nette due au recours au portage du fait du versement de cotisations et des frais de portage, il est proposé par le rapport de partager ces frais avec les plateformes en réduisant leur commission, d’autant plus que l’accès à la protection sociale et au chômage pour les travailleurs, pourrait réduire les demandes de requalification vers le salariat au sein de la plateforme. Le rapport Frouin propose de rendre obligatoire le recours par les travailleurs des plateformes au portage salarial, en adaptant son régime juridique. Par ailleurs, il propose de créer une relation contractuelle tripartite spécifique liant les trois parties au portage sur le modèle de la loi “Uber” adoptée au Portugal limitant le montant de la commission des plateformes afin que les travailleurs indépendants supportent plus facilement le coût lié au portage. Il est également proposé au sein du rapport la possibilité de réduire les frais professionnels des travailleurs indépendants des plateformes tel que cela est mis en œuvre à l’égard des chauffeurs VTC.
En ce qui concerne le dialogue social des travailleurs indépendants des plateformes dans le cadre du portage salarial, les conditions d’exercice de leur activité, marquées par l’absence de tout lieu physique de travail, par la dispersion géographique, par l’isolement et l’anonymat, par la volatilité de l'activité, ne favorisent guère les regroupements et l’émergence d’une communauté, au moins d’intérêts. Par ailleurs, les plateformes, souvent de jeunes structures concentrées sur leur développement économique et pour qui le dialogue social pourrait compromettre le fonctionnement, développent un pouvoir unilatéral et potentiellement arbitraire. La mobilisation collective apparaît comme un moyen d’encadrer ce pouvoir. Ainsi, la loi du 8 août 2016 prévoit que les travailleurs indépendants des plateformes peuvent constituer des organisations syndicales, y adhérer et y faire valoir leurs intérêts collectifs par leur intermédiaire. Le rapport Frouin propose à ce titre l’organisation d’un scrutin par les plateformes avec agrégation des résultats au niveau des secteurs d’activité des plateformes pour déterminer une représentativité au niveau des secteurs d’activité.

## Sources
1. ↑  « Portage salarial », sur www.service-public.fr (consulté le 26 avril 2019)
2. ↑  « Convention collective de branche des salariés en portage salarial du 22 mars 2017 - Texte de base - Convention collective du 22 mars 2017 - Article 21 | Legifrance », sur www.legifrance.gouv.fr (consulté le 26 avril 2019)
3. ↑  « Didaxis et le portage salarial: l'antidote à l'ubérisation », Le Monde,‎ 4 avril 2016 (lire en ligne).
4. ↑  LOI n° 2008-596 du 25 juin 2008 portant modernisation du marché du travail - Article 8, 25 juin 2008 (lire en ligne)
5. ↑  Ministère du Travail et Ministère du Travail, « Ordonnance n° 2015-380 du 2 avril 2015 relative au portage salarial », sur Ministère du Travail, 15 avril 2019 (consulté le 15 avril 2019)
6. 1 2  Code du travail - Article L1254-1 (lire en ligne)
7. ↑  https://www.journal-officiel.gouv.fr/publications/bocc/pdf/2017/0014/boc_20170014_0000_0020.pdf
8. ↑  Arrêté du 28 avril 2017 portant extension de la convention collective de branche des salariés en portage salarial (lire en ligne)
9. ↑  « Le portage salarial pourrait créer des milliers d'emplois », Le Figaro,‎ 4 mars 2019 (lire en ligne).
10. ↑  https://www.syndicatportagesalarial.fr/le-portage-salarial-pourrait-creer-des-milliers-d-emplois
11. ↑  Code du travail - Article L1254-2 (lire en ligne)
12. 1 2  Code du travail - Article L1254-2 (lire en ligne)
13. ↑  Convention collective de branche des salariés en portage salarial - Article 2 (lire en ligne)
14. ↑  Convention collective de branche des salariés en portage salarial - Chapitre VIII (lire en ligne)
15. ↑  Code du travail - Article L1254-30 (lire en ligne)
16. 1 2  Code du travail - Article L1254-15 (lire en ligne)
17. ↑  Code du travail - Article L1254-12 (lire en ligne)
18. ↑  Code du travail - Article L1254-19 (lire en ligne)
19. ↑  Code du travail - Article L1254-21 (lire en ligne)
20. ↑  Code du travail - Article L1254-8 (lire en ligne)
21. ↑  Convention collective de branche des salariés en portage salarial - Article 22.3 (lire en ligne)
22. ↑  « Portage salarial : modalités de la déclaration préalable et garantie financière | Bpifrance Création », sur bpifrance-creation.fr (consulté le 15 avril 2019)
23. ↑  Code du travail - Article L1254-3 (lire en ligne)
24. ↑  Code du travail - Article L1254-28 (lire en ligne)
25. ↑  Code du travail - Article L1254-25 (lire en ligne)
26. ↑   https://www.legifrance.gouv.fr/conv_coll/article/KALIARTI000035184836
27. ↑   https://www.legifrance.gouv.fr/conv_coll/article/KALIARTI000035184841
28. ↑  Code du travail - Article L1254-29 (lire en ligne)
29. ↑  Code du travail - Article L1111-2 (lire en ligne)
30. ↑  Code du travail - Article L1254-5 (lire en ligne)
31. ↑  Code du travail - Article L7231-1 (lire en ligne)
32. ↑  Code du travail - Article L1254-3 (lire en ligne)
33. ↑  Code du travail - Article L1254-4 (lire en ligne)
34. ↑  Code du travail - Article L4154-1 (lire en ligne)
35. ↑  Code du travail - Article L1254-22 (lire en ligne)
36. ↑  Code du travail - Article L1254-23 (lire en ligne)
37. ↑  Code du travail - Article L1255-16 (lire en ligne)
38. ↑  Code du travail - Article L1254-14 (lire en ligne)
39. ↑  « Arrêté du 6 octobre 2021 fixant la liste des organisations professionnelles d'employeurs reconnues représentatives dans la convention collective nationale de branche des salariés en portage salarial (n° 3219) - Légifrance », sur www.legifrance.gouv.fr (consulté le 10 février 2022)
40. ↑   https://entreprendre.service-public.fr/vosdroits/F31620
41. ↑   https://www.service-public.fr/particuliers/vosdroits/F11215
42. ↑   https://entreprendre.service-public.fr/vosdroits/F22542
43. ↑  « Portage salarial: le mystère des « marges arrière » - Les Echos », sur www.lesechos.fr (consulté le 14 mars 2018)
44. ↑  « Six sociétés de portage salarial soupçonnées d'escroquerie », sur europe1.fr, 15 janvier 2018 (consulté le 15 janvier 2018)
45. ↑  « Soupçons de fraude dans le secteur du portage salarial », Le Monde,‎ 9 janvier 2018 (lire en ligne, consulté le 9 janvier 2018)
46. ↑  « Les dérives du portage salarial », France Culture,‎ 9 novembre 2018 (lire en ligne, consulté le 12 novembre 2018)
47. ↑  « "On m’a prélevé indûment 13 000 euros en deux ans et demi" : enquête sur les dérives du portage salarial », Franceinfo,‎ 10 novembre 2018 (lire en ligne, consulté le 12 novembre 2018)
48. ↑  « Les dérives du portage salarial », sur France Culture, 9 novembre 2018 (consulté le 15 avril 2019)
49. ↑  https://www.vie-publique.fr/rapport/277504-reguler-les-plateformes-numeriques-de-travail-rapport-frouin.}
50. ↑   https://www.legifrance.gouv.fr/loda/id/JORFTEXT000032983213/